# Liste der Baudenkmäler in Flehe
Die Liste der Baudenkmäler in Flehe enthält die denkmalgeschützten Bauwerke auf dem Gebiet von Düsseldorf-Flehe, Stadtbezirk 3, in Nordrhein-Westfalen. Diese Baudenkmäler sind in der Denkmalliste der Stadt Düsseldorf eingetragen; Grundlage für die Aufnahme ist das Denkmalschutzgesetz Nordrhein-Westfalen (DSchG NRW).

## Baudenkmäler
| Bild           | Bezeichnung | Lage                       | Beschreibung | Bauzeit | Eingetragen seit  | Denkmal- nummer |
| -------------- | ----------- | -------------------------- | ------------ | ------- | ----------------- | --------------- |
| weitere Bilder | Wegekreuz   | Fleher Straße o. Nr. Karte |              | 1771    | 22. Dezember 1987 | A 1093          |